# セルゲイ・アレクサンドロヴィチ・ヴォルコフ
セルゲイ・アレクサンドロヴィチ・ヴォルコフ（ロシア語: Сергей Александрович Волков, ラテン文字転写例: Sergey Alexandrovich Volkov, 1973年4月1日 - ）は、ロシアの宇宙飛行士。ウクライナ・ハルキウ州チュフイウ（Чугуїв）出身。父親のアレクサンドル・ヴォルコフも宇宙飛行士であり、初の親子での宇宙飛行士となった。

## 経歴
行を習得し、450時間の飛行を行い、クラス3の軍事パイロットとなった。

### 宇宙飛行士
1997年1月から1999年11月まで、ヴォルコフは宇宙飛行士としての基礎的な訓練を行い、1999年11月にテスト宇宙飛行士の資格を得た。2000年1月以来、国際宇宙ステーション (ISS) のための訓練をした。

#### ISSバックアップクルー
2001年8月から2003年2月まで、ヴォルコフはソユーズの機長、ISSのフライトエンジニアとして第7次長期滞在のバックアップの訓練を行った。
2003年3月から2004年12月までは第11次長期滞在の訓練を行った。
2005年1月から2006年2月まではISSのミッションのための集団での訓練を行った。
2006年3月に第13次長期滞在のバックアップに選ばれた。

#### ISS-17
2006年6月、彼は第17次長期滞在でソユーズの機長とISSコマンダーに指名された。ミッションは2008年4月から10月まで続き、彼は当時の時点で最年少のISSコマンダーとなった。
彼は2008年10月24日に、宇宙旅行者のリチャード・ギャリオットと一緒に地球に帰還した。ギャリオットは宇宙飛行士オーウェン・ギャリオットの息子でアメリカ合衆国で初めて親子で宇宙を訪れた人物だったため、米露の二世が一緒に帰還することになった。
10月14日、第17次長期滞在の乗組員であるヴォルコフとオレグ・コノネンコとギャリオットはソユーズTMA-12のカプセルで午前9時37分にカザフスタンのアルカルイクから55マイル北に安全に着陸した。彼らはヘリコプターでバイコヌール宇宙基地に運ばれ、その後モスクワのスターシティまで飛んだ。